# Bellaltica
Bellaltica is een geslacht van kevers uit de familie bladkevers (Chrysomelidae).
De wetenschappelijke naam van het geslacht werd in 1988 gepubliceerd door Reid.

## Soorten
- Bellaltica sarae Reid, 1988
- Bellaltica specula Reid, 1988